# Andrea Brunner

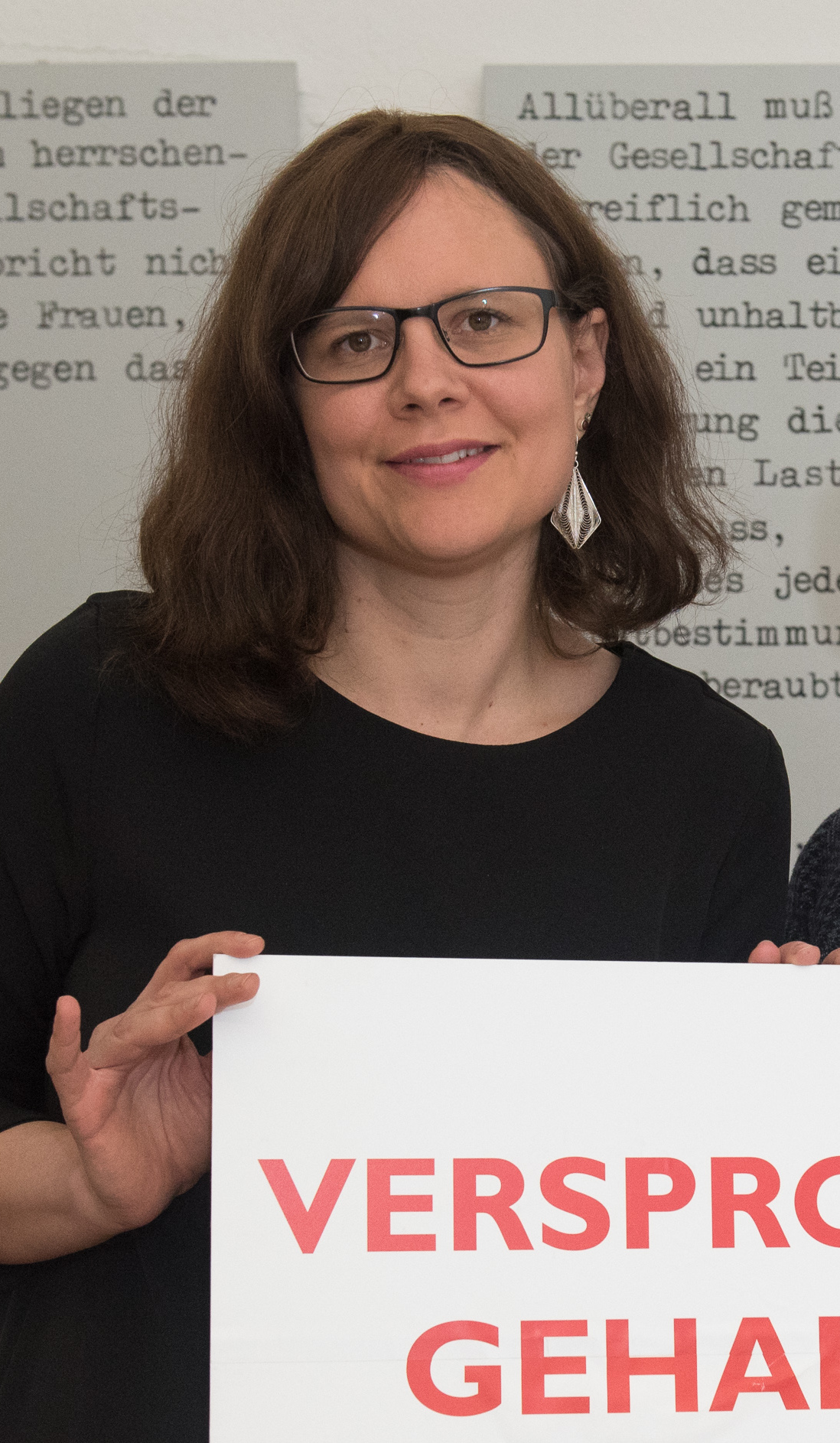
Andrea Brunner (2016)

Andrea Brunner (* 22. Jänner 1979 in Schwaz, Tirol) ist Geschäftsführerin der Aids Hilfe Wien. Von Februar 2014 bis August 2020 war sie Bundesfrauengeschäftsführerin der SPÖ Frauen. Ab dem 1. Oktober 2017 war sie gemeinsam mit Christoph Matznetter interimistisch Bundesgeschäftsführerin der SPÖ, ab dem 21. Dezember 2017 stellvertretende Bundesgeschäftsführerin der Sozialdemokratischen Partei Österreichs.

## Leben
Brunner besuchte das Bundesrealgymnasium Schwaz. Während ihrer Schulzeit war sie im Schuljahr 1996/1997 Vorsitzende der AKS Tirol. Von Juli 2001 bis Juni 2003 war sie Mitglied des Vorsitzteams der ÖH Universität Wien und gleichzeitig Mitglied im Vorstand des VSStÖ. Von Juli 2003 bis Juli 2005 war sie Bundesvorsitzende des VSStÖ. Von September 2002 bis Dezember 2008 war sie bei der SPÖ angestellt und organisierte bei Bundeswahlkämpfen mit. Von Jänner 2009 bis Jänner 2014 war sie Pressereferentin bei Frauenministerin Gabriele Heinisch-Hosek. Zwischen 1. Februar 2014 und 31. August 2020 war sie Bundesfrauengeschäftsführerin der SPÖ.
Am 30. September 2017, zwei Wochen vor der Nationalratswahl in Österreich 2017, trat der bisherige SPÖ-Bundesgeschäftsführer Georg Niedermühlbichler im Zuge der Silberstein-Affäre von seinem Amt zurück. Am 1. Oktober wurde Brunner gemeinsam mit dem Finanzchef Christoph Matznetter interimistisch als Bundesgeschäftsführer eingesetzt.
Am 26. November 2019 wurde ihr Rückzug als stellvertretende SPÖ-Bundesgeschäftsführerin bekannt.